# Carmen Valdés
Carmen Laura Valdés Capote (née le 23 novembre 1954 à San José de las Lajas) est une athlète cubaine spécialiste du 100 mètres, du 200 mètres et du 4 × 100 m. Mesurant 1,67 m pour 54 kg, elle gagne trois médailles d'or aux Jeux CAC de 1974.

## Carrière

### Palmarès
| Date | Compétition           | Lieu           | Résultat | Épreuve    | Performance |
| ---- | --------------------- | -------------- | -------- | ---------- | ----------- |
| 1972 | Jeux olympiques d'été | Munich         | 3e       | 4 × 100 m  | 43 s 36     |
| 1973 | Championnats CAC      | Maracaibo      | 2e       | 100 mètres | 11 s 6      |
| 1973 | Championnats CAC      | Maracaibo      | 1er      | 4 × 100 m  | 45 s 9      |
| 1974 | Jeux CAC              | Saint-Domingue | 1er      | 100 mètres | 11 s 55     |
| 1974 | Jeux CAC              | Saint-Domingue | 1er      | 200 mètres | 23 s 76     |
| 1974 | Jeux CAC              | Saint-Domingue | 1er      | 4 × 100 m  | 44 s 90     |

### Records
| Épreuve    | Performance | Date |
| ---------- | ----------- | ---- |
| 100 mètres | 11 s 1      | 1976 |
| 200 mètres | 23 s 76     | 1974 |